# Мейозис
Мейóзис (від грец. μείωσις — зменшення, обмеження) — троп, що полягає в навмисному зменшенні інтенсивності вияву ознаки або перебігу дії, розміру та кількості предметів, значущості чого-небудь.
Мейозис вживається з різними семантично-стилістичними настановами:
- як прагнення не давати завищених оцінок, не «захвалювати» тощо: нічого, нічогенько, пристойно, гріх скаржитися замість добре;
- для пікреслення скромності мовця, його бажання «не виділятися» — наприклад, за допомогою неозначених займенників та зменшувальних суфіксів: «Маю сякий-такий капіталець — сотеньку-другу, хатку, пару воликів», «Дарую вам свою книжечку»;
- для пом'якшення — часто тільки зовнішнього, формального — категоричності оцінки, судження (при характеристиці чогось негативного або такого, що може бути неприємним для адресата), зокрема як евфемізм або іронія: «По-моєму (Мені здається), ти все це дещо перебільшуєш».

Мейозис реалізується шляхом добору слів з різними значеннями мализни, слабшої, ніж це є насправді, інтенсивності вияву ознаки. Різновидом мейозису є літота, хоча ці два явища нерідко ототожнюються. Протилежність мейозису — гіпербола.